# La Haine de la musique
 (mars 2017).
Si vous disposez d'ouvrages ou d'articles de référence ou si vous connaissez des sites web de qualité traitant du thème abordé ici, merci de compléter l'article en donnant les références utiles à sa vérifiabilité et en les liant à la section « Notes et références ».
La Haine de la musique est un essai de Pascal Quignard publié en 1996 aux éditions Calmann-Lévy. 
Il fait suite, de manière définitive, à La Leçon de musique écrit dix ans auparavant : « Je m’étonne que les hommes s’étonnent que ceux d’entre eux qui aiment la musique la plus raffinée et la plus complexe, qui sont capables de pleurer en l’écoutant, soient capables dans le même temps de la férocité. L’art n’est pas le contraire de la barbarie… La sidération de l’audition donne la mort… Le fascisme est lié au haut-parleur… » Le texte de Quignard repose sur une lecture (« Entendre et obéir ») de l’analyse platonicienne de la musique associée à la discipline, la guerre, la hiérarchie sociale.
Benjamin Dupé (1976-) réalise, en 2014, Il se trouve que les oreilles n'ont pas de paupières, un spectacle à partir de La haine de la musique, créé au Festival d'Avignon 2014.
Daniel d'Adamo compose, lui aussi en 2014, un monodrame homonyme pour un comédien, dix musiciens sur scène dirigés et électronique. La pièce d'une heure et dix minutes a été créée au Festival Musical de Strasbourg en octobre 2014. 